# Йоганн-Георг III
Йоганн-Георг III (нім. Johann Georg III; 20 червня 1647, Дрезден — 12 вересня 1691, Тюбінген) — курфюрст Саксонський з 1680 року, представник Альбертинської лінії Веттинів.

## Біографія
Йоганн-Георг III — єдиний син Йоганна-Георга II і Магдалени Сібілли Бранденбург-Байройтської, тому його з дитинства виховували як спадкоємця престолу.
Йоганн-Георг III одружився з Анною Софією, дочкою данського короля Фредеріка III. Весілля відбулося в Копенгагені 9 жовтня 1666 року. Дружина подарувала Йогану двох синів
У 1680 році після смерті батька він успадкував титул курфюрста Саксонії; також він став маршалом Священної Римської імперії. За свою любов до військової справи отримав прізвисько «Саксонський Марс».
Йоганн-Георг III нагадував свого батька любов'ю до задоволень, музики, італійських співаків. У 1685 році він зустрів венеціанську оперну співачку Маргариту Саліколу і привіз її в Дрезден (не тільки як співачку, а й в якості офіційної фаворитки). Маргарита Салікола розпочала нову еру в дрезденської опері, в якій до цього домінували кастрати. У 1686 році капеланом при дрезденському дворі став Філіп Якоб Шпенер, але не прижився, і у 1691 році перебрався до Берліна.
Тим часом герцогство поступово відновлювалося після Тридцятирічної війни. У 1685 році старе місто Дрездена було майже повністю знищений пожежею, і курфюрст найняв відомих скульпторів Вольфа Каспара і Бальтазара Пермозера для перебудови міста в новомодному стилі бароко.
Ставши курфюрстом, Йоганн-Георг знизив витрати на утримання двору і приступив до створення постійної армії з 12 тисяч осіб за зразком Бранденбурзького маркграфства. В якості вищої військової керуючої структури була створена Таємна військова канцелярія («geheime Kriegskanzlei»). Заради армії курфюрст майже повністю закинув домашні справи.
У зовнішній політиці Йоганн-Георг припинив двозначні відносини з Францією, намагався зблизитися з курфюрстом бранденбурзьким, допомагав імператору у війні з турками, особисто брав участь у Віденській битві і подальших походах. У 1686 році він не став вступати в Аугсбурзьку лігу, але в березні 1688 року особисто прибув до Гааги, щоб обговорити з Вільгельмом Оранським, Георгом Вільгельмом Брауншвейг-Люнебурзьким і Фрідріхом Вільгельмом Бранденбурзьким можливі кроки з протидії Людовику XIV. Коли в 1689 році почалася війна, він прийняв на себе, незважаючи на хворобу, командування імперською армією. Помер на початку військових дій.

## Родина
Дружина — Анна Софія (1647—1717), дочка данського короля Фредеріка III.
Діти:
- Йоганн-Георг IV (1668—1694) — курфюрст Саксонії та
- Фрідріх Август (1670—1733) — правитель Саксонії, король Польщі.